# Grongörgen
Grongörgen ist ein Gemeindeteil der Gemeinde Haarbach im Landkreis Passau und katholischer Wallfahrtsort.

## Lage
Das kleine, landwirtschaftlich geprägte Dorf an der Wolfach liegt etwa zwei Kilometer westlich von Haarbach. Dominiert wird das Dorfbild von dem alles überragenden Turm der Wallfahrtskirche, die dem Papst Gregor dem Großen geweiht ist.

## Geschichte
In verschiedenen Urkunden der 1460er Jahre wird der Ort „Steinhöringbach“ beziehungsweise „Steinhaarbach“ oder kurz „Zum Stein“ genannt. Mit der Etablierung einer bedeutenden Wallfahrt zum heiligen Papst und Kirchenlehrer Gregor übertrug sich jedoch der Name des Kirchenpatrons auf den Ort. In einem herzoglichen Erlass des Jahres 1472 wird dieser bereits „Sannd Gregorgen“ genannt.
Die heutige Wallfahrtskirche, ein bedeutendes Werk der Spätgotik, wurde 1460 bis 1472 unter den Prämonstratensern von Kloster Sankt Salvator erbaut, denen Fürstbischof Leonhard von Layming 1437 u. a. Grongörgen übertragen hatte. Eine Bauinschrift auf einer Steintafel an der östlichen Sakristeiwand nennt „Meister Thaman“ von Braunau als Baumeister und die Bauzeit. Der Chorbogen trägt die Jahreszahl 1462, so dass gesichert ist, dass der Chor, niedriger als dann das Kirchenschiff, bereits in diesem Jahr erbaut war. Die Errichtung des Turms wurde 1468 begonnen und mit der Aufsetzung von Glockengeschoss und Kuppel 1672 abgeschlossen. Von besonderem kunsthistorischen Rang sind die zehn spätgotischen Glasgemälde sowie die reiche Ausstattung mit Wandbildern aus der Erbauungszeit. Markus T. Huber identifizierte 2013 vier Tafelbilder im Bayerischen Nationalmuseum als Reste des spätgotischen Altars von Grongörgen. Sie zeigen unter anderem Darstellungen der Altarstifter, des Konvents von Sankt Salvator unter Abt Georg II. von Schönhering und Ulrich Vorster zum Findelstein, herzoglicher Kastner in Griesbach. Von besonderer Bedeutung ist die historische Orgel.
Über den Ursprung der Wallfahrt ist wenig bekannt, doch herzogliche Dekrete aus den Jahren 1472 und 1526 lassen ihre Bedeutung zu dieser Zeit erkennen. Nach dem Dreißigjährigen Krieg ließ die Wallfahrt nach, doch als um das Jahr 1720 dort die Verehrung des Viehpatrons Leonhard begann, hob sich das Ansehen des Ortes wieder. Jedes Jahr am 6. November fand ein Umritt mit Segnung der Pferde statt und auch die Patres von St. Salvator nahmen hoch zu Ross daran teil.

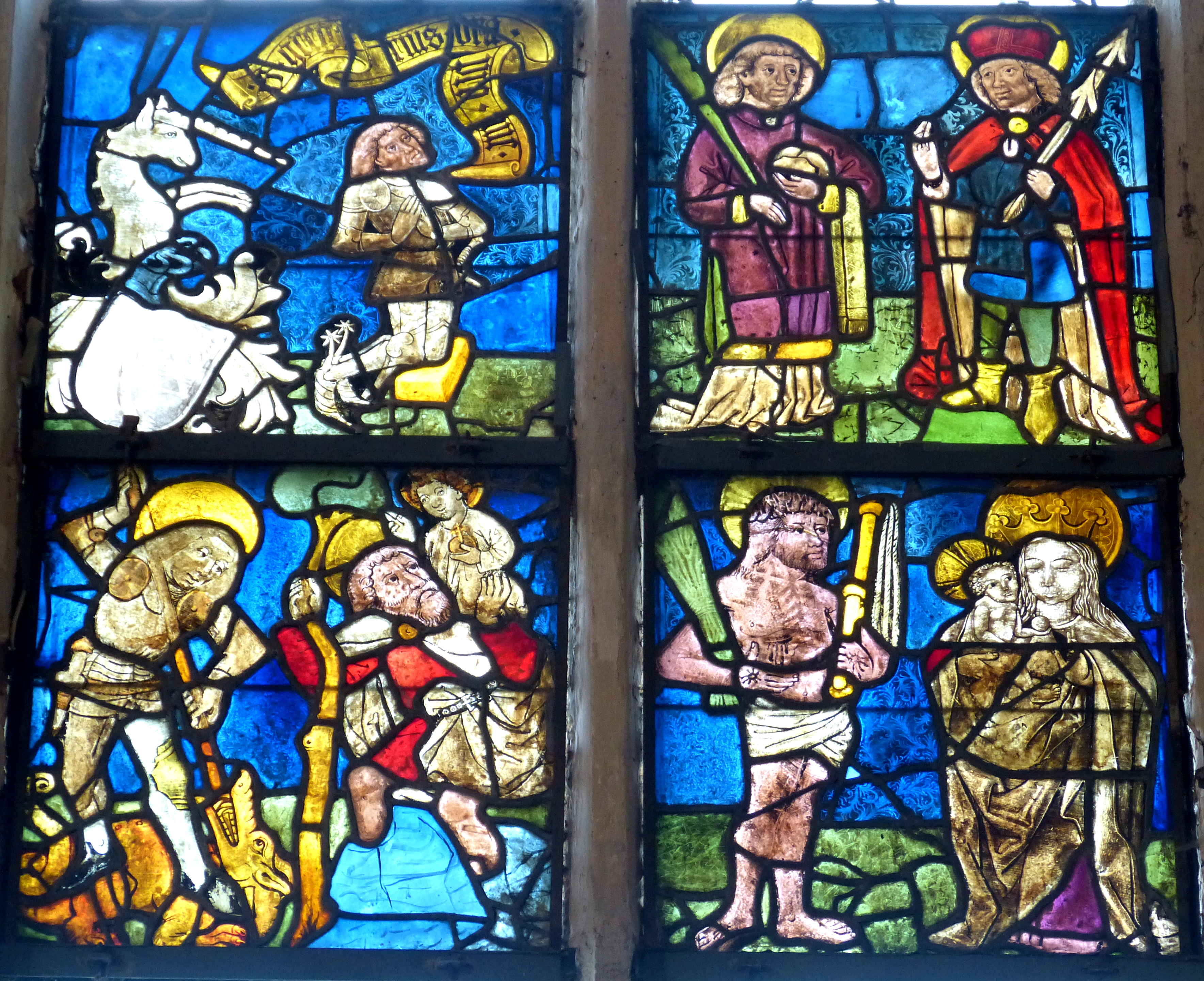
Spätgotische Glasmalerei (1470)

Diese Leonhardifahrt wurde zum zentralen Dorfereignis, an das sich im nahen Wirtshaus ausgiebige Feiern anschlossen. Ähnlich wie in Aigen am Inn bewiesen junge Männer durch das Stemmen eines sogenannten „Würdingers“, einer gusseisernen Figur, die sich heute im Bayerischen Nationalmuseum in München befindet, ihre Kraft.
1936 wurde der Leonhardiumritt eingestellt, 1971 aber neu belebt. Der Leonhardiverein Grongörgen organisiert diese Veranstaltung. Das Leonhardifest beginnt am Vorabend des letzten Sonntags im Oktober mit einer Lichterprozession. Am darauffolgenden Sonntag findet nach dem feierlichen Gottesdienst ein Umritt mit Pferdesegnung statt. Mit etwa 200 Pferden und an die 30 festlich geschmückten Wagen gehört der Leonhardiritt von Grongörgen zu den größten seiner Art.